# Surveyor 3

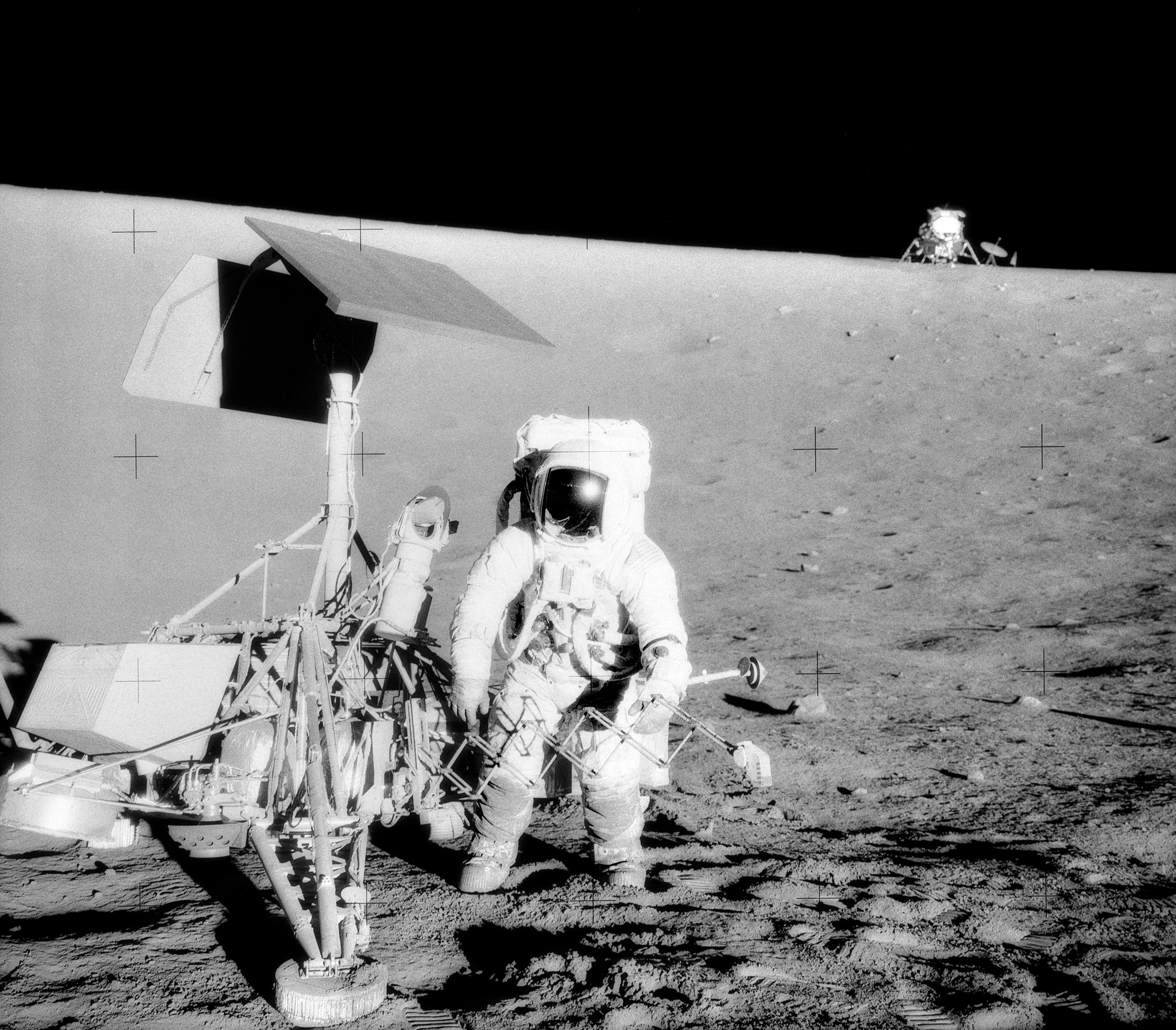
L'astronauta Alan Bean posant al costat de la Surveyor 3. Al fons el mòdul lunar (LEM)
de l'Apol·lo 12.

La Surveyor 3 va ser la tercera sonda del programa Surveyor a posar-se sobre la Lluna. Llançada el 17 d'abril de 1967, va allunar tres dies més tard a l'Oceanus Procellarum. Es va convertir en la primera sonda a cavar un forat en la superfície lunar amb un petit trepant. Amb això s'intentava esbrinar la composició del sòl lunar de cara als viatges tripulats que es farien tres anys més tard. Després d'allunar, la Surveyor 3 va prendre 6326 fotografies de la superfície.
En 1969 la nau Apol·lo 12 va allunar molt prop de la Surveyor 3. Els astronautes van poder examinar personalment el seu estat, i van poder portar alguns dels seus components de tornada a la Terra, entre ells la càmera fotogràfica. Aquesta va ser portada en condicions d'esterilitat, i després de ser analitzada es van descobrir en ella bacteris vius del gènere Streptococcus mitis, un tipus molt comú. Creuen que els bacteris van resistir les condicions de pressió, fred extrem i de falta de nutrients de l'espai interestel·lar fins a la seva tornada a la Terra. Encara que els científics especulen que es va contaminar accidentalment durant la seva tornada a la Terra.